# Gebäude mittlerer Höhe
Als Gebäude mittlerer Höhe wird im deutschen Bauordnungsrecht ein Gebäude bezeichnet, bei dem der Fußboden mindestens eines Aufenthaltsraumes im Mittel mehr als 7 m und nicht mehr als 22 m über der Geländeoberfläche liegt.

## Einzelnachweis
1. ↑  vgl. Landesbauordnung NRW §2 Nr. 3